# Dermoergasilus mugilis
Dermoergasilus mugilis is een eenoogkreeftjessoort uit de familie van de Ergasilidae. De wetenschappelijke naam van de soort is voor het eerst geldig gepubliceerd in 1988 door Oldewage & van As.